# But Marma Atti
But Marma Atti er en syd-indisk kampkunst fra Travancore. Kampteknikkerne går mod nervepunkter.
Kunsten er opstået omkring 12. århundrede. Marma Atti betyder "den hemmelige lære".
| Sport | Spire Denne artikel om sport er en spire som bør udbygges. Du er velkommen til at hjælpe Wikipedia ved at udvide den. |

|  | Denne artikel om et emne der relaterer til en personudførbar aktivitet kan blive bedre, hvis der indsættes et (bedre) billede. Du kan hjælpe ved at afsøge Wikimedia Commons for et passende billede eller lægge et op på Wikimedia Commons med en af de tilladte licenser og indsætte det i artiklen. |